# Duba (Slivno)
Duba falu Horvátországban, Dubrovnik-Neretva megyében. Közigazgatásilag Slivno községhez tartozik.

## Fekvése
Makarskától légvonalban 52, közúton 70 km-re délkeletre, Pločétől légvonalban 10, közúton 20 km-re délkeletre, községközpontjától légvonalban 4, közúton 11 km-re délnyugatra Neretva-folyó deltavidékén, a Duba-öböl partján fekszik.

## Története
A Duba-öböl feletti magasabban fekvő területek már ősidők óta lakottak voltak, melyet a Ljubić és a Gradina nevű magaslatok között található illír halomsírok is bizonyítanak. A török alóli felszabadítás után két hullámban a szomszédos Hercegovinából érkezett horvát ajkú lakosság telepedett itt le. Az első telepesek már 1686-ban megérkeztek és legelőször Opuzen környékét népesítették be. Slivno felszabadítása után népesültek be a slivnoi falvak. A második nagyobb hullám az ún. kis háború (1714-1718) idején érkezett. Már rögtön a felszabadulás után 1689-ben megalapították a slivno ravnoi plébániát. A velencei uralomnak 1797-ben vége szakadt és osztrák csapatok vonultak be Dalmáciába. 1806-ban az osztrákokat legyőző franciák uralma alá került, de Napóleon lipcsei veresége után 1813-ban újra az osztrákoké lett. A településnek 1880-ban 36, 1910-ben 62 lakosa volt. 1918-ban az új szerb-horvát-szlovén állam, majd később Jugoszlávia része lett. A második világháború idején a Független Horvát Állam része volt. A háború után a szocialista Jugoszlávia része lett. A második világháborút követően a Kis-Neretva és a tengerpart mentén több új település is létrejött, miközben a régi, magasabban fekvő települések kiürültek. A településnek 2011-ben 4 állandó lakosa volt.

## Népesség
| Lakosság változása | Lakosság változása | Lakosság változása | Lakosság változása | Lakosság változása | Lakosság változása | Lakosság változása | Lakosság változása | Lakosság változása | Lakosság változása | Lakosság változása | Lakosság változása | Lakosság változása | Lakosság változása | Lakosság változása | Lakosság változása |
| ------------------ | ------------------ | ------------------ | ------------------ | ------------------ | ------------------ | ------------------ | ------------------ | ------------------ | ------------------ | ------------------ | ------------------ | ------------------ | ------------------ | ------------------ | ------------------ |
| 1857               | 1869               | 1880               | 1890               | 1900               | 1910               | 1921               | 1931               | 1948               | 1953               | 1961               | 1971               | 1981               | 1991               | 2001               | 2011               |
| 0                  | 0                  | 36                 | 34                 | 44                 | 62                 | 0                  | 0                  | 9                  | 26                 | 8                  | 0                  | 88                 | 6                  | 9                  | 4                  |

(1857-ben, 1869-ben, 1921-ben és 1931-ben lakosságát Slivno Ravnohoz számították. 1981-ben Otok, 1991-ben Otok-Duba néven. 1971-ben nem volt állandó lakossága.)

## Nevezetességei
A csendes Duba-öböl több magánszállással, hétvégi házakkal várja a vendégeket.